# Gaurav Gill
Gaurav Gill (Nova Delhi, Índia; 2 de desembre de 1981) és un pilot de ral·li indi que participa al Campionat de Ral·lis Àsia-Pacífic, competició que ha guanyat els anys 2013, 2016 i 2017 amb l'equip indi MRF. També ha guanyat en set ocasions el Campionat de l'Índia de Ral·lis.

## Trajectòria
Gaurav Gill inicia la seva trajectòria esportiva disputant proves de kàrting i motocròs, però aviat passà a disputar ral·lis sota l'ampara del equip MRF Racing per disputar tant el Campionat de l'Índia de Ral·lis com el Campionat de Ral·lis Àsia-Pacífic. L'any 2007 guanya amb un Mitsubishi Cedia el seu primer Campionat de l'Índia de Ral·lis, revalidant el títol al 2009, 2011, 2014, 2017, 2018 i 2020.
Pel que fa al Campionat de Ral·lis Àsia-Pacífic, Gill acaba en segona posició al 2010, però el guanya per primera vegada l'any 2013 amb un Škoda Fabia S2000. Posteriorment, acabaria tercer tant al 2014 com al 2015, però al 2016 tornaria a alçar-se amb el títol amb un Škoda Fabia R5, revalidant per tercera vegada el títol al 2017.
També ha disputat de forma puntual proves del Campionat Mundial de Ral·lis, debutant-hi l'any 2008 al Ral·li de la Gran Bretanya, si bé també se'l ha pogut veure al Ral·li de Xipre, al Ral·li de Portugal o al Ral·li de Finlàndia, entre d'altres.